# Erzbistum Diamantina

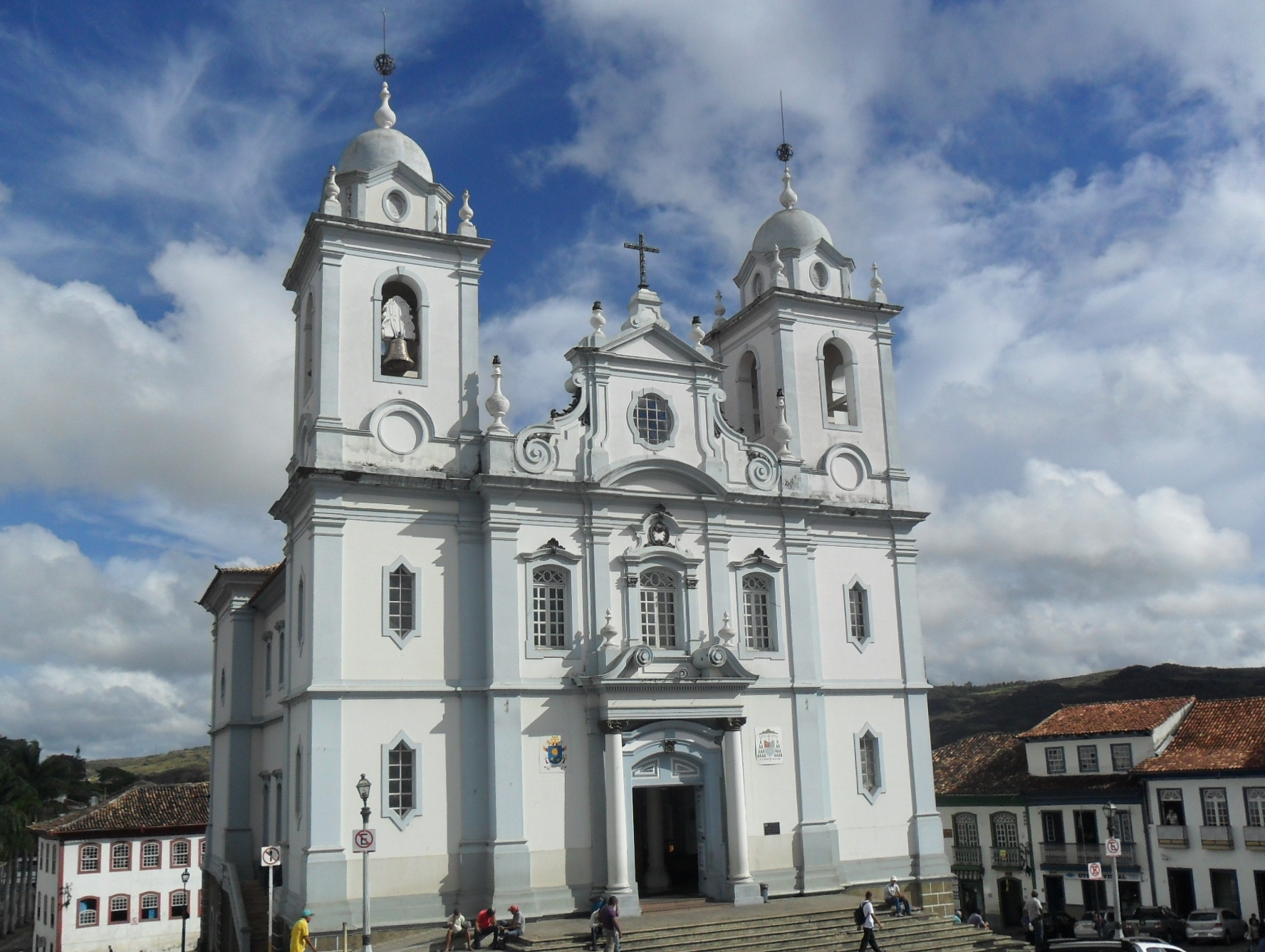
Kathedrale Diamantina

Das Erzbistum Diamantina (lateinisch Archidioecesis Adamantina, portugiesisch Arquidiocese de Diamantina) ist eine in Brasilien gelegene römisch-katholische Erzdiözese mit Sitz in Diamantina im Bundesstaat Minas Gerais.

## Geschichte
Das Bistum Diamantina wurde am 6. Juni 1854 durch Papst Pius IX. mit der Päpstlichen Bulle Gravissimum sollicitudinis aus Gebietsabtretungen des Bistums Mariana errichtet und dem Erzbistum São Sebastião do Rio de Janeiro als Suffraganbistum unterstellt. Am 1. Mai 1906 wurde das Bistum Diamantina dem Erzbistum Mariana als Suffraganbistum unterstellt. Das Bistum Diamantina gab am 10. Dezember 1910 Teile seines Territoriums zur Gründung des Bistums Montes Claros ab. Eine weitere Gebietsabtretung erfolgte am 25. August 1913 zur Gründung des Bistums Araçuaí. 
Am 28. Juni 1917 wurde das Bistum Diamantina zum Erzbistum erhoben. Das Erzbistum Diamantina gab in seiner Geschichte mehrmals Teile seines Territoriums zur Gründung neuer Bistümer ab.

## Bischöfe

### Bischöfe von Diamantina
- João Antônio dos Santos, 1863–1905
- Joaquim Silvério de Souza, 1905–1917

### Erzbischöfe von Diamantina
- Joaquim Silvério de Souza, 1917–1933
- Serafim Gomes Jardim da Silva, 1934–1953
- José Newton de Almeida Baptista, 1954–1960, dann Bischof von Brasília
- Geraldo de Proença Sigaud SVD, 1960–1980
- Geraldo Majela Reis, 1981–1997
- Paulo Lopes de Faria, 1997–2007
- João Bosco Oliver de Faria, 2007–2016
- Darci José Nicioli CSsR, seit 2016

|  |  |